# Российско-черногорские отношения
Российско-черногорские отношения — дипломатические отношения между Российской Федерацией и Черногорией.
Россия является одним из основных инвесторов в экономику Черногории (по состоянию на 2014 год). Двусторонний товарооборот невелик.

## История

### Черногория и Российская империя
В 1710 году первые культурные контакты с Русским царством наладил Данило Петрович-Негош, митрополит Черногории, который посетил Россию и был принят царём Петром Первым. Царь объявил Россию покровительницей балканских славян (в том числе черногорцев) и направил им открытое письмо с призывом восстать против турецкого ига. Черногорцы совершили несколько нападений на турок, которые провели в ответ карательную экспедицию, заставившую митрополита Данилу в 1715 году бежать в Россию.
Поддержку России оказывал и князь (позднее король) Черногории Никола I Петрович, который в 1868 году совершил путешествие в Россию по приглашению императора Александра II Николаевича. Укреплению отношений способствовали династические браки, когда две дочери князя Николы — Милица и Анастасия — стали великими княгинями (Милица вышла замуж за великого князя Петра Николаевича, Анастасия — за Георгия Максимилиановича).
Популярная легенда гласит, что в 1905 году Черногория объявила войну Японии, однако из-за путаницы в документах мирный договор с Черногорией не был подписан, и заключить его удалось только в 2006 году, после признания Японией независимости Черногории, однако нет каких-либо доказательств, что Черногория действительно объявила войну, хотя многие черногорцы действительно поддержали Россию.
Большую роль в экономике Черногории в начале XX века имели российские субсидии. В 1900 году Россия выдала черногорскому князю ссуду в 750 тыс. рублей (которую в следующем году разрешила не возвращать), а в 1901 году ежегодная субсидия Черногории была увеличена до 500 тыс. рублей. 30 ноября 1910 года между Россией и Черногорией была подписана конвенция, которая предусматривала оказание империей военной помощи балканской стране путём выделения ей ежегодной денежной субсидии, военных материалов и присылке российских военных специалистов. Конвенция 1910 года предусматривала, что король Черногории обязан не вести войн и не заключать каких-бы то ни было военных соглашений без согласия российского императора. После того как Черногория без согласия России начала Первую Балканскую войну, оказания военной помощи было приостановлено. В 1913 году этот мораторий был продлен в связи с албано-сербским конфликтом (король Черногории распорядился тогда мобилизовать несколько бригад), что заставило совет министров балканской страны предъявить меморандум монарху о необходимости добиться восстановления материальной помощи со стороны России даже путём «покаянной поездки в Петербург». Король Черногории этот меморандум одобрил. 

Черногория была союзником России в Первой мировой войне.

### Югославский период
До 2006 года контакты России и Черногории развивались в рамках советско-югославских, а позднее российско-югославских отношений. После Второй мировой войны выросло несколько поколений людей в Югославии и России, которые не знали о существовании многовековой дружбы между черногорцами и русскими. В Югославии до конца 1980-х годов преследовалось проявление дружеских чувств к русским, нельзя было появляться в Русском доме в Белграде. Однако сербы и черногорцы сохранили любовь к России благодаря устной традиции.

### Российская Федерация и независимая Черногория
Российская Федерация признала независимость Черногории 11 июня 2006 года. Дипломатические отношения установлены 26 июня 2006. В Москве и Подгорице есть посольства двух стран (соответственно). Двусторонние отношения первое время развивались дружески. В 2013 году Россия даже заплатила свой долг перед Черногорией — 18 млн долларов (сумма, существенная для маленькой черногорской экономики).
Объём двусторонней торговли невелик — в 2014 году на Россию пришлось лишь 0,3 % внешней торговли Черногории. Намного лучше ситуация в сфере инвестирования. Основная часть российских инвестиций (по состоянию на начало 2010-х годов) — это вложения в сферу услуг. На начало 2014 года российские прямые накопленные инвестиции в этой стране составили 1232 млн долларов (для сравнения, для Сербии, страны, где население более, чем в 10 раз больше, этот показатель составил лишь 1788 млн долларов). Российский капитал очень заметно представлен в Черногории. Например, группа «Лукойл» на начало 2010-х годов контролировала 13 % АЗС страны. Значительна роль российского капитала в строительном бизнесе — например, российской компанией построен жилищно-гостиничный комплекс в районе Будвы (2008 год). В Черногории российские инвесторы зачастую сталкиваются с противодействием. Например, в 2005 году «Центрально-европейская алюминиевая компания» приобрела у черногорских властей 65,4 акций «Комбината Алюминия Подгорицы», дающего около 15 % ВВП и более половины экспорта Черногории, а также 32 % рудника бокситов в Никшиче. Однако вскоре начались трудности — выросли цены на электроэнергию, а у завода оказалось больше долгов, чем думал его покупатель, упали мировые цены на алюминий и в конечном итоге часть акций предприятия была передана правительству Черногории. Черногорские накопленные прямые инвестиции в Россию на начало 2014 года составили 24 млн долларов.
В конце марта 2014 года Черногория, имея статус официального кандидата на вступление в ЕС, объявила о присоединении к санкциям против России, которые инициировали США в связи с аннексией Крыма Российской Федерацией. Российские власти первоначально не принимали ответных мер — продовольственное эмбарго в 2014 году первое время не касалось Черногории. Однако в 2015 году Черногория расширила антироссийские санкции. Тогда в 2015 году эмбарго было распространено Россией и на Черногорию.
Вступление Черногории в НАТО, оформленное 5 июня 2017, повлекло резкое ухудшение отношений между странами.
В 2021 году российские инвестиции в страну были на первом месте, с объёмом 191 млн евро; в 2022 г. их объем снизился до 116 млн евро. (тем не менее российские инвесторы — на втором месте после сербских). 

В 2022 году российский экспорт в Черногорию составил €8,8 млн (сократился на 17 %), в то время как импорт черногорских товаров в РФ за год упал в пять раз, до 0,45 млн евро.
В течение 2022 года черногорские власти, после вторжения России на Украину, выслали из страны 85 % дипломатов, включая всех консульских сотрудников (в посольстве осталось всего два дипломата, включая самого посла), по этой причине пришлось временно приостановить работу консульского отдела.

#### Попытка переворота
В конце октября 2016 года премьер-министр Сербии Александр Вучич сообщил, что в Черногории на время сразу после выборов, на 16 октября, готовился государственный переворот, который был предотвращён; он заявил: «Арестованные нами лица действовали в координации с иностранцами. Существуют неопровержимые доказательства, что определённые лица следили буквально за каждым шагом премьера Черногории и информировали об этом других людей, которые должны были действовать в соответствии с их инструкциями. Мы нашли у них €125 тыс., специальную униформу, другие вещи. За премьером Черногории следили с помощью самого современного оборудования». Согласно прессе Сербии, несколько граждан РФ были депортированы из Сербии «за участие в подготовке террористических акций в Черногории».
18 ноября 2016 года Прокуратура Черногории назвала имена россиян, которые подозреваются в подготовке государственного переворота и совершения терактов и убийства представителей властей Черногории. В начале декабря Черногория объявила в международный розыск по линии Интерпола по подозрению в организации попытки переворота двух граждан России Эдуарда Широкова и Владимира Попова, а также трех граждан Сербии Предрага Богичевича, Милоша Йовановича и Неманю Ристича. 12 декабря во время церемонии памяти советских солдат в Белграде Неманья Ристич был запечатлён на фотографиях рядом с российским министром Сергеем Лавровым.
В октябре 2018 года главный специальный прокурор Черногории Миливое Катнич заявил, что не связывает обвинения с попыткой государственного переворота с Россией в целом. По его словам, речь идёт лишь об «отдельных сотрудниках служб безопасности».